# Aure sur Mer
Aure sur Mer é uma comuna francesa na região administrativa da Normandia, no departamento de Calvados. Estende-se por uma área de 10,55 km². Em 2010 a comuna tinha 747 habitantes (densidade: 70,8 hab./km²).
A municipalidade foi estabelecida em 1 de janeiro de 2017 e consiste na fusão das antigas comunas de Sainte-Honorine-des-Pertes e Russy. A comuna tem sua prefeitura em Sainte-Honorine-des-Pertes.